# Новая Саловка
Новая Саловка — деревня Краснослободского района Республики Мордовия в составе Старосиндровского сельского поселения. 

## География
Находится на расстоянии примерно 30 километра по прямой на восток-северо-восток от районного центра города Краснослободск.

## История
Основана в начале 1930-х годов переселенцами из села Никольская Саловка.

## Население
Постоянное население составляло 18 человек (русские 100%) в 2002 году, 5 в 2010 году .